# Pseudopaludicola ceratophryes
Pseudopaludicola ceratophryes är en groddjursart som beskrevs av Juan A. Rivero och Marco Antonio Serna 1985. Pseudopaludicola ceratophryes ingår i släktet Pseudopaludicola och familjen Leiuperidae. IUCN kategoriserar arten globalt som livskraftig. Inga underarter finns listade i Catalogue of Life.